# Campeonato Mineiro de Futebol de 2016 - Segunda Divisão
O Campeonato Mineiro de Futebol 2016 - Segunda Divisão foi a 32° edição do último nível do futebol profissional de Minas Gerais; ou seja, o terceiro nível do futebol mineiro. Organizado pela FMF, o torneio contou com 14 equipes espalhadas pelo estado de Minas Gerais.

## Equipes Participantes
| Equipe                                    | Cidade                | Estádio (mando)                    | Capacidade | Títulos        |
| ----------------------------------------- | --------------------- | ---------------------------------- | ---------- | -------------- |
| Arsenal Atividades Desportivas Sport Club | Santa Luzia           | Arena do Jacaré                    | 20.020     | 0 (não possui) |
| Futebol Clube Betinense                   | Betim                 | Arena do Calçado                   | 10.000     | 0 (não possui) |
| Coimbra Esporte Clube                     | Belo Horizonte        | Estádio Municipal Castor Cifuentes | 53.350     | 0 (não possui) |
| Sociedade Esportiva Guaxupé               | Guaxupé               | Carlos Costa Monteiro              | 11.300     | 0 (não possui) |
| Esporte Clube Itaúna                      | Itaúna                | José Flávio de Carvalho            | 5.000      | 0 (não possui) |
| Jacutinga Atlético Clube                  | Jacutinga             | Luizão                             | 2.500      | 0 (não possui) |
| Clube Atlético Patrocinense               | Patrocínio            | Júlio Aguiar                       | 5.500      | 1 (2000)       |
| Ponte Nova Futebol Clube                  | Ponte Nova            | Caetano Cenachi Neto               | 1.000      | 0 (não possui) |
| Santarritense Futebol Clube               | Santa Rita do Sapucaí | Coronel Erasmo Cabral              | 3.000      | 0 (não possui) |
| Esporte Clube Siderúrgica                 | Sabará                | Israel Pinheiro                    | 4.500      | 0 (não possui) |
| Tupynambás Futebol Clube                  | Juiz de Fora          | Mario Helênio                      | 31.863     | 0 (não possui) |
| União Luziense Esporte Clube              | Santa Luzia           | Frimisa                            | 3.200      | 0 (não possui) |
| Valeriodoce Esporte Clube                 | Itabira               | Israel Pinheiro                    | 4.500      | 0 (não possui) |
| Venda Nova Futebol Clube                  | Belo Horizonte        | Mirão                              | 11.200     | 0 (não possui) |

## Primeira fase

### Grupo A
| Pos | Equipes        | Pts | J | V | E | D | GP | GC | SG  | Classificação ou Eliminação      |
| --- | -------------- | --- | - | - | - | - | -- | -- | --- | -------------------------------- |
| 1   | Valeriodoce    | 21  | 8 | 7 | 0 | 1 | 29 | 5  | 24  | Classificados ao Hexagonal Final |
| 2   | Coimbra        | 21  | 8 | 7 | 0 | 1 | 26 | 7  | 19  | Classificados ao Hexagonal Final |
| 3   | Arsenal        | 8   | 8 | 2 | 2 | 4 | 5  | 21 | -18 | Eliminado da Competição          |
| 4   | União Luziense | 5   | 8 | 1 | 2 | 5 | 4  | 19 | -15 | Eliminado da Competição          |
| 5   | Siderúrgica    | 2   | 8 | 0 | 2 | 6 | 8  | 20 | -12 | Eliminado da Competição          |

### Grupo B
| Pos | Equipes           | Pts | J | V | E | D | GP | GC | SG | Classificação ou Eliminação      |
| --- | ----------------- | --- | - | - | - | - | -- | -- | -- | -------------------------------- |
| 1   | Patrocinense      | 16  | 6 | 5 | 1 | 0 | 16 | 3  | 13 | Classificados ao Hexagonal Final |
| 2   | Jacutinga         | 7   | 6 | 2 | 1 | 3 | 5  | 7  | -2 | Classificados ao Hexagonal Final |
| 3   | Santarritense     | 71  | 6 | 3 | 1 | 2 | 7  | 12 | -5 | Eliminado da Competição          |
| 4   | Esportiva Guaxupé | 1   | 6 | 0 | 1 | 5 | 4  | 10 | -6 | Eliminado da Competição          |

1 O Santarritense foi punido em 3 pontos por escalação irregular de 3 jogadores.

### Grupo C
| Pos | Equipes    | Pts | J | V | E | D | GP | GC | SG  | Classificação ou Eliminação      |
| --- | ---------- | --- | - | - | - | - | -- | -- | --- | -------------------------------- |
| 1   | Tupynambás | 19  | 8 | 6 | 1 | 1 | 21 | 4  | 17  | Classificados ao Hexagonal Final |
| 2   | Betinense  | 18  | 8 | 6 | 0 | 2 | 18 | 6  | 12  | Classificados ao Hexagonal Final |
| 3   | Ponte Nova | 16  | 8 | 5 | 1 | 2 | 16 | 5  | 11  | Eliminado da Competição          |
| 4   | Venda Nova | 6   | 8 | 2 | 0 | 6 | 9  | 25 | -16 | Eliminado da Competição          |
| 5   | Itaúna2    | 0   | 8 | 0 | 0 | 8 | 0  | 24 | -24 | Eliminado da Competição          |

2 O Itaúna foi excluído da competição por não ter regularizado seus jogadores. A equipe perdeu todos os seus jogos por W.O..

## Hexagonal Final
| Pos | Equipes      | Pts | J  | V | E | D | GP | GC | SG  | Classificação ou Eliminação         |
| --- | ------------ | --- | -- | - | - | - | -- | -- | --- | ----------------------------------- |
| 1   | Tupynambás   | 19  | 10 | 5 | 4 | 1 | 15 | 10 | 5   | Classificados para o Módulo II 2017 |
| 2   | Betinense    | 18  | 10 | 5 | 3 | 2 | 11 | 5  | 6   | Classificados para o Módulo II 2017 |
| 3   | Patrocinense | 17  | 10 | 5 | 2 | 3 | 16 | 13 | 3   | Classificados para o Módulo II 2017 |
| 4   | Coimbra      | 11  | 10 | 3 | 2 | 5 | 9  | 9  | 0   | Eliminado da Competição             |
| 5   | Valeriodoce  | 9   | 10 | 2 | 3 | 5 | 17 | 17 | 0   | Eliminado da Competição             |
| 6   | Jacutinga    | 8   | 10 | 2 | 2 | 6 | 4  | 18 | -14 | Eliminado da Competição             |

## Premiação
| Campeonato Mineiro de 2016 - Segunda Divisão |
| Juiz de Fora                                 |
| -------------------------------------------- |
| Tupynambás Campeão (1.º título)              |

## Classificação Geral
| Pos | Equipes           | Pts | J  | V  | E | D | GP | GC | SG  | Classificação ou Eliminação         |
| --- | ----------------- | --- | -- | -- | - | - | -- | -- | --- | ----------------------------------- |
| 1   | Tupynambás        | 38  | 18 | 11 | 5 | 2 | 36 | 14 | 22  | Classificados para o Módulo II 2017 |
| 2   | Betinense         | 36  | 18 | 11 | 3 | 4 | 29 | 11 | 18  | Classificados para o Módulo II 2017 |
| 3   | CA Patrocinense   | 33  | 16 | 10 | 3 | 3 | 32 | 16 | 16  | Classificados para o Módulo II 2017 |
| 4   | Coimbra           | 32  | 18 | 10 | 2 | 6 | 35 | 16 | 19  | Eliminado no Hexagonal              |
| 5   | Valeriodoce       | 30  | 18 | 9  | 3 | 6 | 46 | 22 | 24  | Eliminado no Hexagonal              |
| 6   | Jacutinga         | 15  | 16 | 4  | 3 | 9 | 9  | 25 | -16 | Eliminado no Hexagonal              |
| 7   | Ponte Nova        | 16  | 8  | 5  | 1 | 2 | 16 | 5  | 11  | Eliminado na Primeira Fase          |
| 8   | Arsenal           | 8   | 8  | 2  | 2 | 4 | 5  | 21 | -18 | Eliminado na Primeira Fase          |
| 9   | Santarritense     | 7   | 6  | 3  | 1 | 2 | 7  | 12 | -5  | Eliminado na Primeira Fase          |
| 10  | Venda Nova        | 6   | 8  | 2  | 0 | 6 | 9  | 25 | -16 | Eliminado na Primeira Fase          |
| 11  | União Luziense    | 5   | 8  | 1  | 2 | 5 | 4  | 19 | -15 | Eliminado na Primeira Fase          |
| 12  | Siderúrgica       | 2   | 8  | 0  | 2 | 6 | 8  | 20 | -12 | Eliminado na Primeira Fase          |
| 13  | Esportiva Guaxupé | 1   | 6  | 0  | 1 | 5 | 4  | 10 | -6  | Eliminado na Primeira Fase          |
| 14  | Itaúna            | 0   | 8  | 0  | 0 | 0 | 0  | 24 | -24 | Eliminado na Primeira Fase          |

### Maiores públicos
Esses são os dez maiores públicos do Campeonato:
- PP. ^ Considera-se apenas o público pagante